# Jacek Jakubowski (matematyk)
Jacek Romuald Jakubowski (ur. 1954) – polski matematyk, profesor nauk matematycznych. Specjalizuje się w rachunku prawdopodobieństwa, statystyce, algebrze, zastosowaniach algebry w geometrii oraz kombinatoryce i informatyce. Profesor zwyczajny w Instytucie Matematyki oraz Zakładzie Matematyki Finansowej i Ubezpieczeniowej Wydziału Matematyki, Informatyki i Mechaniki Uniwersytetu Warszawskiego. 

## Życiorys
Stopień doktorski uzyskał na Uniwersytecie Warszawskim w 1983 na podstawie pracy pt. On Multiplicative Systems of Functions, przygotowanej pod kierunkiem prof. Stanisława Kwapienia. Habilitował się w 1998 na podstawie dorobku naukowego i rozprawy pt. Całkowanie stochastyczne w przestrzeniach konuklearnych. Tytuł naukowy profesora nauk matematycznych otrzymał w 2011. Jest członkiem Polskiego Towarzystwa Matematycznego.
Współautor (wraz z Rafałem Sztenclem) książek Wstęp do teorii prawdopodobieństwa oraz Rachunek prawdopodobieństwa dla (prawie) każdego. Swoje prace publikował w takich czasopismach jak m.in. „Stochastics and Dynamics”, „Finance and Stochastics” oraz „International Review of Financial Analysis”.